# Eisenbahnrecht (Deutschland)
Eisenbahnrecht bezeichnet die öffentlich-rechtlichen und privatrechtlichen Rechtsnormen, die den Bau, den Betrieb, die Wirtschaftsleistungen, die Unternehmensverfassung und die Stellung der öffentlichen Eisenbahnen in der Wirtschaftsordnung regeln.

## Das Eisenbahnrecht als eigenständiger Rechtssektor
Das Wort Eisenbahnrecht ist zunächst unbestritten ein Sammelbegriff der Praxis, mit dem Normen mit Bezug zur Eisenbahn beschrieben werden können. Daraus kann jedoch nicht zwingend geschlossen werden, dass diese Normen tatsächlich ein eigenständiges Rechtsgebiet bilden. Diese Normen entstammen vielmehr verschiedensten Rechtsgebieten und bilden – anders als etwa das Bergrecht auf den ersten Blick kein zusammengehöriges Ganzes; eine Kodifikation besteht nicht. Die Frage, ob und welche Normen mit Bezug zur Eisenbahn dennoch in einem eigenständigen Rechtsgebiet systematisiert werden können, ist insoweit von Bedeutung für die Rechtswissenschaft, als für die Auslegung von Normen die Geltung überwölbender allgemeiner Rechtsprinzipien und Auslegungsgrundsätze eines Rechtsgebiets von großer Bedeutung ist; ferner ergeben sich aus dieser Einordnung Konsequenzen für die Systematisierung des Rechtsgebietes.
In der wissenschaftlichen Diskussion um die Anerkennung als Rechtsgebiet stand zu Beginn der Entwicklung des Eisenbahnwesens die Vorstellung, dass dieses dem Staats- und Verwaltungsrecht zuzurechnen sei, im Übrigen unter die allgemeines handelsrechtlichen Normen des Frachtrechts falle: Ein Eisenbahnrecht im eigentlichen Sinne gibt es demnach nicht. Diese Position findet auch in der neueren Literatur ihre Anhänger: Eisenbahnrecht bleibe demnach eine bloße Sammelbezeichnung der Praxis ohne eigenen rechtstheoretischen Gehalt. Zunächst konträr hierzu erscheint die Auffassung, dass das Eisenbahnrecht eine eigenständige Rechtsmaterie bilde, die als die „Gesamtheit der für das Eisenbahnwesen geltenden Vorschriften“ oder „Summe jener Satzungen, nach welchen in Eisenbahnsachen verfahren werden muss“ definiert sei. Ein derart unspezifische und uferlose Definition konnte jedoch nur zu der Erkenntnis führen, dass dann auch eine eigenständige Systematisierung dieses Rechtsgebiets entfällt: Die Normen des Eisenbahnrechts unterfallen letztlich wieder den Grundsätzen der verschiedenen Gebiete des jeweiligen Rechtsgebietes.
Diese Ansichten riefen schon früh Kritik hervor. Friedrich Meili klagte 1889, dass „die Materie des Eisenbahnrechts […] nicht als legitimer Bestandteil der Rechtswissenschaft anerkannt“ werde, obwohl es „kaum etwas Unrichtigeres als diese Zerbröselung und Loslösung der einheitlichen und durchaus selbständigen Materie“ gäbe. Die Zunahme an Rechtsnormen mit eisenbahnrechtlichem Bezug hat in neuerer Zeit dem Eisenbahnrecht als Rechtsgebiet zu mehr Aufmerksamkeit verholfen. Das Eisenbahnrecht umfasst hierbei nicht alle Normen, die auf das Eisenbahnwesen Anwendung finden. An die Stelle dieser Definition tritt ein differenzierterer Ansatz; so unterscheidet Kunz zwischen drei Gruppen von Normen mit eisenbahnrechtlichem Bezug:
1. Ausschließliches/spezielles Eisenbahnrecht: Hierzu zählen alle Vorschriften, die ausschließlich das Eisenbahnwesen betreffen, wie etwa das Allgemeine Eisenbahngesetz oder die technische Vorschriften über Bau und Betrieb von Eisenbahnen.
2. Normen, die zwar dem allgemeinen Recht entstammen, jedoch Sonderregelungen in Bezug auf Eisenbahnen enthalten oder Normen des allgemeinen Rechts, die expressis verbis nicht auf Eisenbahnen bezogen sind, aber ihr vorrangiges oder alleiniges Anwendungsgebiet im Bereich des Eisenbahnwesens haben, wie z. B. das Eisenbahnkreuzungsgesetz, § 315 StGB, § 1 HPflG.
3. Normen, die dem allgemeinen Recht entstammen und die auf das Eisenbahnwesen wie auf alle anderen Rechtssubjekte gleichermaßen Anwendung findet.

## Rechtsquellen (Auswahl)

### Allgemeine Gesetze
Die wichtigsten deutschen Gesetze und Verordnungen sind:
- Allgemeines Eisenbahngesetz – AEG
- Allgemeines Magnetschwebebahngesetz – AMbG
- Eisenbahnneuordnungsgesetz – ENeuOG
- Deutsche Bahn-Gründungsgesetz – DBGrG
- Eisenbahn-Bau- und Betriebsordnung – EBO
- Eisenbahn-Bau- und Betriebsordnung für Schmalspurbahnen – ESBO
- Bau- und Betriebsordnung für Pioniereisenbahnen – BOP
- Magnetschwebebahn-Bau- und Betriebsordnung – MbBO
- Eisenbahnkreuzungsgesetz – EKrG
- 1. Eisenbahnkreuzungsverordnung – 1. EKrV

### Gesetze und Verordnungen für die Betriebsführung
- Bahneinheitengesetz – BEinheitenG
- Bundeseisenbahnneugliederungsgesetz – BEZNG
- Bundeseisenbahnverkehrsverwaltungsgesetz – BEVVG
- Gesetz über die Bundesnetzagentur für Elektrizität, Gas, Telekommunikation, Post und Eisenbahnen – BEGTPG, siehe Bundesnetzagentur
- Bundesschienenwegeausbaugesetz – BSWAG
- DBAG-Zuständigkeitsverordnung – DBAGZustV
- Eisenbahn-Arbeitsschutzzuständigkeitsverordnung – EBArbSchV
- Eisenbahn-Inbetriebnahmegenehmigungsverordnung – EIGV
- Eisenbahn-Interoperabilitätsverordnung – EIV
- Eisenbahn-Signalordnung – ESO
- Eisenbahn-Unfallkasse Kostenerstattungsverordnung – EUKKostErstV
- Eisenbahn-Verkehrsordnung – EVO
- Eisenbahnarbeitszeitverordnung – EAZV
- Eisenbahnbetriebsleiterverordnung – EBV
- Eisenbahnhaftpflichtversicherungsverordnung – EHPflVV (aufgehoben)
- Eisenbahninfrastruktur-Benutzungsverordnung – EIBV (aufgehoben)
- Eisenbahnunternehmer-Berufszugangsverordnung – EBZugV (aufgehoben)
- Eisenbahnverkehrsleistungsverordnung – EStreitKrLV
- Eisenbahnverkehrssicherstellungsverordnung – ESichV
- Eisenbahnverkehrsverwaltungs-Gebührenverordnung – BEGebV
- Fernverkehrswegebestimmungsverordnung – FVWegeBestV
- Gefahrgutverordnung Straße, Eisenbahn und Binnenschifffahrt – GGVSEB
- Gesetz betreffend die Unzulässigkeit der Pfändung von Eisenbahnfahrbetriebsmitteln – EisenbahnpfändungsG
- Gesetz über Maßnahmen zur Aufrechterhaltung des Betriebs von Bahnunternehmen des öffentlichen Verkehrs – BahnAufrG
- Gesetz über den Bau und den Betrieb von Versuchsanlagen zur Erprobung von Techniken für den spurgeführten Verkehr – SpurVerkErprG
- Gesetz über die vermögensrechtlichen Verhältnisse der Deutschen Bundesbahn – DBVermG
- Gesetz zur Neuordnung der Pensionskasse Deutscher Eisenbahnen und Straßenbahnen – PensKESBNeuG
- Konventioneller-Verkehr-Eisenbahn-Interoperabilitätsverordnung – KonVEIV
- Magnetschwebebahn-Bau- und Betriebsordnung – MbBO
- Nahverkehrszügeverordnung – SchwbNV
- Regionalisierungsgesetz – RegionalisierungsG
- Schienengüterfernverkehrsnetzförderungsgesetz – SGFFG
- Straßenbahn-Bau- und Betriebsordnung – BOStrab
- Verordnung über den Ausgleich gemeinwirtschaftlicher Leistungen im Eisenbahnverkehr – AEAusglV[10]
- Verordnung über die Gliederung des Jahresabschlusses von Verkehrsunternehmen – VerkUAbschlV
- Verordnung über die Übertragung von Hoheitsaufgaben der Bundeszollverwaltung auf die Eisenbahnen des Bundes – EZollAufgÜV
- Verordnung zur Anwendung von § 13a Abs. 1 Satz 3 des Personenbeförderungsgesetzes – PBefG13aV
- Verordnung zur Einführung eines einheitlichen Spitzensignals für Eisenbahnen des nichtöffentlichen Verkehrs – ESpitzensignalV
- Verordnung zur Festsetzung des Ausgleichs für die Erfüllung bahnpolizeilicher Aufgaben der Bundespolizei – BahnPolAusglV

### Historische Gesetze
- Preußisches Eisenbahngesetz
- Preußisches Kleinbahngesetz
- Gesetz über die Erbauung einer Eisenbahn von Mannheim bis zur Schweizer Grenze bei Basel vom 29. März 1838 (Baden)
- Gesetz, betreffend den Bau von Eisenbahnen verkündet von König Wilhelm I. in Württemberg am 18. April 1843
- Reichseisenbahnen in Elsaß-Lothringen von 1871 bis 1918
- Gesetz betreffend die Einführung einer einheitlichen Zeitbestimmung
- Staatsvertrag zur Gründung der Reichseisenbahnen 1. April 1920
- Verordnung zur Schaffung der Deutschen Reichsbahn vom 12. Februar 1924
- Gesetz zur Gründung der Deutschen Reichsbahn-Gesellschaft (DRG) vom 30. August 1924 fh-merseburg.de
- Reichsbahngesetz vom 13. März 1930 (zur Abänderung des Unternehmenscharakters der DRG)
- Gesetz über die Deutsche Reichsbahn (zum Anschluss der österreichischen Eisenbahnen) vom  11. Juli 1939   fh-merseburg.de
- Bundesbahngesetz (Deutschland) – BBahnG

## Institutionen
- Aufsichtsbehörde vor allem für den technischen Bereich, bauliche und betriebliche Fragen sowie alle sicherheitsrelevanten Aspekte für die Eisenbahnen des Bundes und alle ausländischen EVU ist das Eisenbahnbundesamt (EBA) in Bonn.[11]
- Im Bereich des Schienenpersonennahverkehrs sind große Teile der Kontrollaufgaben den Bundesländern übertragen, da diese entsprechend dem Regionalisierungsgesetz als Aufgabenträger zuständig sind. Ein Teil der Länder hat diese Funktion an kommunale Zweckverbände delegiert. Die Bundesländer sind zudem Aufsichtsbehörde für die regional tätigen Nichtbundeseigenen Eisenbahnen, soweit sie diese Funktion nicht dem EBA übertragen haben.[11]
- Für wettbewerbliche Fragen ist die Bundesnetzagentur (BNetzA) in Bonn zuständig,[12] die mit dem Bundeskartellamt (BKartA) in Berlin zusammenarbeitet.